# 若乃花幹士 (初代)

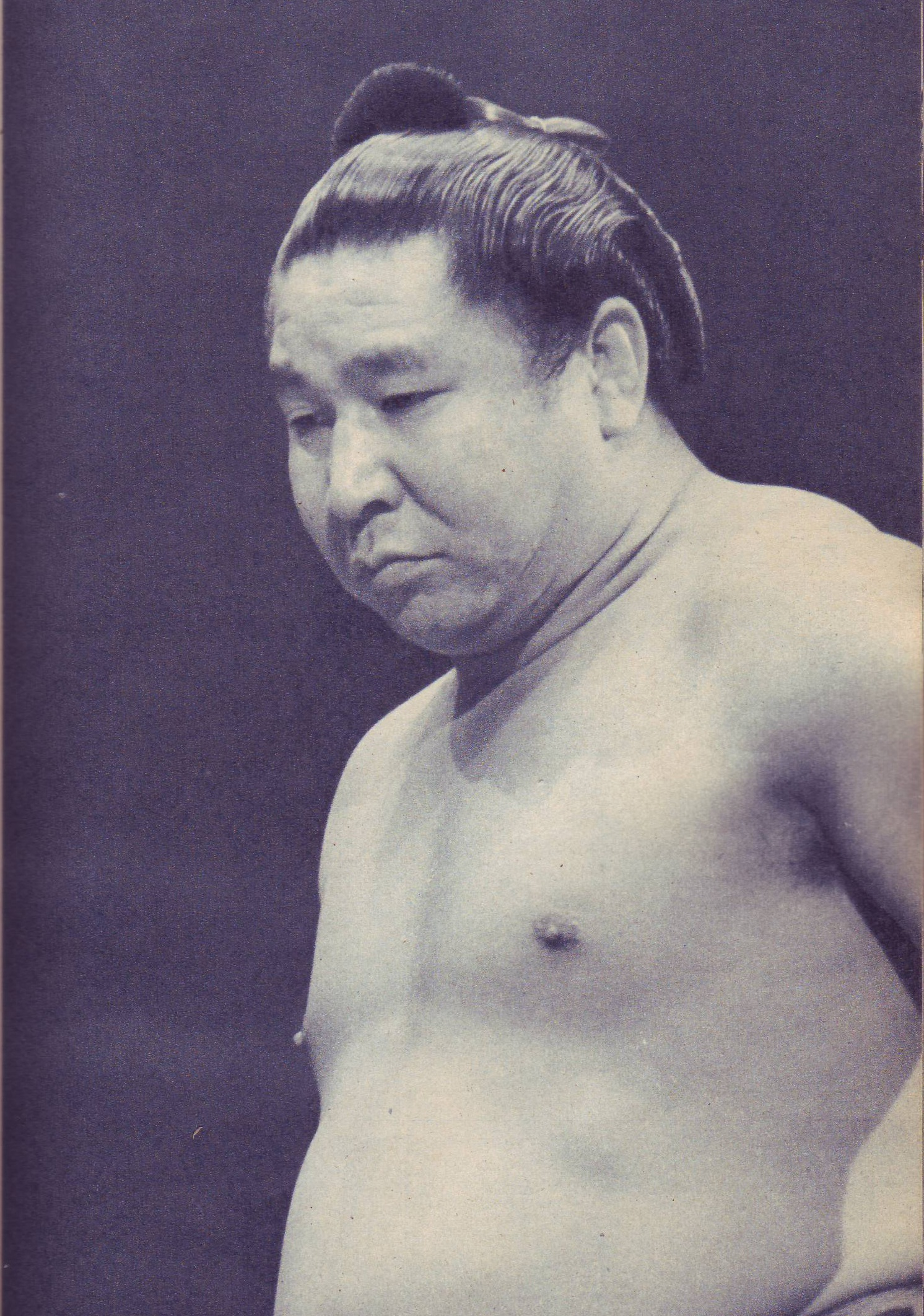

初代若乃花幹士（日语：／ Wakanohana Kanji，1928年3月16日—2010年9月1日），本名花田勝治，是日本職業相撲選手。第45代橫綱。他是一位受歡迎的相撲選手，因其出色的戰鬥精神和耐力而被稱為“土俵之鬼”。
若乃花的末弟是前大關貴之花利彰，也是橫綱若乃花勝（三代若乃花）和貴乃花光司的大伯父。他在職業生涯中贏得了10次頂級聯賽冠軍，並且以100公斤左右的重量，而成為有史以來最輕量的橫綱之一。他與栃錦有著長期的競爭關係，並且同為1950年代最受歡迎的相撲選手之一。1962年退休後，他創立了二子山部屋，並於1988年至1992年擔任日本相撲協會的理事長.

## 生涯初期
生於青森縣弘前市的花田勝治，原本家族以種植蘋果維生，但因為受颱風侵襲，一夕間家道中落，而不得不舉家移居至北海道室蘭市。在從事裝卸工人等工作後，他在前頭力士大之海的勸誘下，於1946年11月加入二所之關部屋。他在二所之關曾接受當時還是相撲力士的摔角名人：力道山的訓練，據聞，他曾經咬了力道山的小腿以報復他的嚴厲訓練。在這期間，若乃花以若ノ花義美為四股名開始相撲，爾後在1948年5月更名為若ノ花勝治，在1952年5月，大之海在退休後成為了芝田山部屋（後更名為花籠部屋）的親方，若乃花也跟隨著他來到了新部屋。.

## 升格幕內與遭逢人生悲劇
若乃花在1950年成為幕內力士。1955年9月，關脇若乃花與橫綱千代之山進行了一場長達17分鐘以上的比賽，最終被宣佈為平手。相比之下，大多數相撲比賽在幾秒鐘內就結束了。在那場比賽之後，他被晉升為大關。若乃花也在1956年5月贏得了他的第一個頂級季賽冠軍。但在接下來的比賽前夕，他4歲的長子勝雄卻不幸被部屋滾燙的火鍋燙死了。儘管遭逢喪子之痛，若乃花仍選擇參加比賽，披掛著刻有愛子名字的佛珠，若乃花進入國技館開始比賽，期間憑著驚人的意志力，原本取得一舉12連勝的戰績，但最終卻因急性扁桃腺發炎，所引起的高燒而被迫選擇退賽（最終戰績為12勝2不戰敗1休，冠軍為14勝1敗的栃錦）。最終他也於1957年9月再度更改了他的四股名為若乃花勝治。

## 晉升橫綱至引退
若乃花在1958年1月獲得第二個錦標賽冠軍後不久，正式被晉升為橫綱。由於是二所之關一門20多年來誕生的第一位橫綱，因此不得不商情一門外的前橫綱雙葉山(時津風親方)，來為他進行指導橫綱土俵入儀式的動作.
若乃花生涯的最大對手是栃錦。他們的身高和體重相近，勢均力敵，最終都獲得了十個頂級聯賽冠軍。1960年3月，他們在千秋樂以不敗的戰績進行決戰，也是史上第一次的全勝橫綱對決。最終若乃花贏得了比賽，也是生涯中唯一的全勝，栃錦在下一場比賽期間就宣布退役。而若乃花一直堅持到1962年5月才退休，由後任橫綱大鵬幸喜和柏戶剛來接續新的時代。
若乃花身為很受歡迎的相撲選手，他甚至還親自出演了一部關於他的生涯的傳記電影，由日活製作並於1956年12月27日在日本上映的電影《若乃花物語：土俵之鬼》。

## 成為一代名親方
退休後，他建立了自己的部屋二子山，培養了許多位傑出的相撲選手，包括親弟弟大關貴之花和另一位大關若島津，以及橫綱二代若乃花和橫綱隆之里等力士。從1988年到1992年，他曾擔任日本相撲協會的理事長。他最大的改革之一是試圖通過罰款而讓比賽起身動作正常化，在1991年9月。於他擔任協會理事長的第三年，他還進行了他的還曆橫綱土俵入來紀念他作為橫綱的歲月。在他理事長任期的最後一場比賽結束時，他將天皇賜杯頒發給了他的侄子貴花田（後更名貴乃花），在這場比賽貴花田獲得了有史以來最年輕的頂級聯賽冠軍。1993年從相撲協會退休後，他的部屋與他兄弟的藤島部屋合併。他則成為相撲博物館的館長。他於2010年9月因腎臟癌去世，享年82歲。目前為止比他長壽的橫綱僅有梅谷藤太郎（初代）和北之富士勝昭。